# 男と男の生きる街
『男と男の生きる街』（おとことおとこのいきるみち）は、1962年1月14日に公開された日活映画である。監督は舛田利雄。
若い新聞記者の男が追う殺人事件と、5年前に起きた、刑事であった自らの父親が同僚に誤って射殺された事件が交差する。

## あらすじ
芸者だった冴子は、密輸業者の坂口からフランス行きを誘われる。その後、彼女は画家の朝倉と恋に落ちるも、坂口に知られて帰国させられる。その後、彼女の後を追うように帰国した朝倉のもとに坂口が訪れる。朝倉は坂口をゆすったところで殺される。
その後、冴子の弟で、広洋丸の船員でもある松丸が、主任刑事・北川始によって逮捕される。
毎朝新聞の記者・岩崎捷夫がこの逮捕に疑問を抱いていた矢先、朝倉の妹・和枝から、朝倉がフランスから帰る途中の船で撮影した写真を見せてもらう。
そこには、広洋丸にいた冴子が朝倉と一緒に写っており、岩崎は現場で彼女を見かけたことを思い出す。
また、北川は過去に広洋丸で起きた密輸事件を追う中で、刑事だった岩崎の父を死なせた過去があった一方、岩崎の妹・恵美は北川のことを愛していたため、岩崎はその間で揺れていた。
その後、釈放された松丸が殺されたことを知った冴子は、岩崎に真相を明かす。坂口は岩崎と冴子を呼び寄せた後、北川を殺す。そして、岩崎の父の死が坂口の策略だったことが判明する。
パトカーが近づく中、岩崎は冴子を連れて、北川とともにその場から脱出する。

## 配役
- 石原裕次郎 : 岩崎捷夫
- 芦川いづみ : 朝倉和枝
- 加藤武 : 北川始
- 渡辺美佐子 : 千野冴子
- 南田洋子 : 岩崎恵美
- 浜田寅彦 : 並木
- 高品格 : 宮島
- 長門勇 : 神津
- 井上昭文 : 岡野
- 平田大三郎 : 松丸
- 稲葉義男 : 岩崎警部
- 高原駿雄 : 沖山
- 山田吾一 : 下里
- 杉江弘 : 伊沢
- 武藤章生 : 新聞記者Ａ
- 英原穣二 : 朝倉
- 早川名美 : 朝倉家の老女中
- 天草四郎 : 捜査一課長
- 二本柳寛 : 社会部々長
- 大坂志郎 : 坂ロ

## スタッフ
- 監督 ： 舛田利雄
- 脚本 ： 熊井啓、舛田利雄
- 企画 ： 水の江滝子
- 音楽 ： 伊部晴美
- 美術 :  松山崇
- 編集 : 辻井正則
- 撮影 : 山崎善弘
- スチール : 斎藤耕一

## 倂映作品
- 『さよならの季節』